# روبرت هود باورز
روبرت هود باورز (بالإنجليزية: Robert Hood Bowers)‏ هو موزع وملحن أمريكي، ولد في 24 مايو 1877 في شامبرسبورغ في الولايات المتحدة، وتوفي في 29 ديسمبر 1941 في نيويورك في الولايات المتحدة.

## وصلات خارجية
- روبرت هود باورز على موقع IMDb (الإنجليزية)
- روبرت هود باورز على موقع ميوزك برينز (الإنجليزية)
- روبرت هود باورز على موقع قاعدة بيانات برودواي على الإنترنت (الإنجليزية)
- روبرت هود باورز على موقع ديسكوغز (الإنجليزية)
- روبرت هود باورز على موقع قاعدة بيانات الفيلم (الإنجليزية)